# John L. Hall
John Lewis Hall (Denver, EUA 1934) és un físic i professor universitari estatunidenc guardonat amb el Premi Nobel de Física l'any 2005.

## Biografia
Va néixer el 21 d'agost de 1934 a la ciutat de Denver, capital de l'estat nord-americà de Colorado. Va estudiar física al Carnegie Institute of Technology, situat a la ciutat de Pittsburgh, on es va doctorar el 1961.
Actualment és professor a la Universitat de Colorado, situada a la ciutat de Boulder (Colorado), i és investigador de l'Institut d'Astrofísica de la mateixa universitat i de l'Institut Nacional d'Estàndards i Tecnologia (NIST), dependent del Departament de Comerç dels Estats Units.

## Recerca cientítifica
Les contribucions de John Hall i Theodor W. Hänsch a finals de la dècada del 1990 van fer possible amidar freqüències amb una precisió de quinze dígits. Gràcies a la seva recerca en l'espectroscòpia basada en el làser avui dia es poden construir làsers que permeten realitzar lectures precises de la llum de tots els colors. Aquesta tècnica fa possible portar a terme estudis com l'estabilitat de les constants de la naturalesa en el temps, el desenvolupament de rellotges extremadament exactes i la millora de la tecnologia GPS.
Hall fou guardonat l'any 2005 amb la meitat del Premi Nobel de Física juntament amb Theodor W. Hänsch per les seves contribucions al desenvolupament de l'espectroscòpia de precisió basada en làser. L'altra meitat del premi fou atorgada al físic Roy J. Glauber per la seva contribució a la teoria quàntica de coherència òptica.